# شنيبرغ
شنيبرغ (ارتسغبريغه) (بالألمانية: Schneeberg, Saxony) هي بلدة ألمانية تقع في ألمانيا في دائرة الجبال الخام ‏. يقدر عدد سكانها بـ 16,380 نسمة.

## المدن التوأمة
مدن هرتن و Veresegyház هي مدن توأمة لـاشنيبرغ (ارتسغبريغه).

## أعلام
- كريستوف باور
- جورج جوزيف ريختر
- ايغون غونثر
- كريستوف فردريش أوتو
- كاسبار إيبرهارد